# Lista de deputados estaduais do Acre da 16.ª legislatura
Esta é a lista de deputados estaduais do Acre para a legislatura 2023–2027. Nas eleições estaduais no Acre em 2022, em 2 de outubro, foram eleitos 24 deputados, dos quais 12 foram reeleitos.

## Composição das bancadas
| Partido      | Líder | Bancada | Posição      |
| ------------ | ----- | ------- | ------------ |
| PDT          | —     | 4 / 24  | Governo      |
| PP           | —     | 3 / 24  | Governo      |
| MDB          | —     | 3 / 24  | Governo      |
| Republicanos | —     | 3 / 24  | Governo      |
| PL           | —     | 2 / 24  | Governo      |
| PODE         | —     | 2 / 24  | Governo      |
| União Brasil | —     | 2 / 24  | Independente |
| PSD          | —     | 2 / 24  | Independente |
| PSDB         | —     | 1 / 24  | Governo      |
| PSB          | —     | 1 / 24  | Independente |
| PCdoB        | —     | 1 / 24  | Oposição     |

## Deputados Estaduais
| Nome                     | Partido      | Votos nominais | Notas | Ref   |
| ------------------------ | ------------ | -------------- | ----- | ----- |
| Nicolau Junior           | PP           | 16.636         |       | [ 1 ] |
| Maria Antonia            | PP           | 10.485         |       | [ 1 ] |
| Emerson Jarude           | MDB          | 8.540          |       | [ 1 ] |
| Manoel Moraes            | PP           | 8.479          |       | [ 1 ] |
| Gilberto Lira            | UNIÃO        | 8.407          |       | [ 1 ] |
| Clodoaldo Rodrigues      | Republicanos | 8.227          |       | [ 1 ] |
| André da Droga Vale      | PODE         | 8.157          |       | [ 1 ] |
| Pedro Longo              | PDT          | 7.732          |       | [ 1 ] |
| José Luís Schafer (Tchê) | PDT          | 7.390          |       | [ 1 ] |
| Fagner Calegário         | PODE         | 7.112          |       | [ 1 ] |
| Luiz Gonzaga             | PSDB         | 6.680          |       | [ 1 ] |
| Whendy Lima              | UNIÃO        | 6.673          |       | [ 1 ] |
| Tadeu Hassem             | Republicanos | 6.175          |       | [ 1 ] |
| Adailton Cruz            | PSB          | 6.157          |       | [ 1 ] |
| Drª Michelle Melo        | PDT          | 5.990          |       | [ 1 ] |
| Edvaldo Magalhães        | PCdoB        | 5.822          |       | [ 1 ] |
| Afonso Fernandes         | PL           | 5.731          |       | [ 1 ] |
| Antonia Sales            | MDB          | 5.720          |       | [ 1 ] |
| Tanizio Sá               | MDB          | 5.703          |       | [ 1 ] |
| Chico Viga               | PDT          | 5.601          |       | [ 1 ] |
| Gene Diniz               | Republicanos | 5.512          |       | [ 1 ] |
| Arlenilson Cunha         | PL           | 5.471          |       | [ 1 ] |
| Pablo Bregense           | PSD          | 5.386          |       | [ 1 ] |
| Eduardo Ribeiro          | PSD          | 4.810          |       | [ 1 ] |